# Västgötalagen

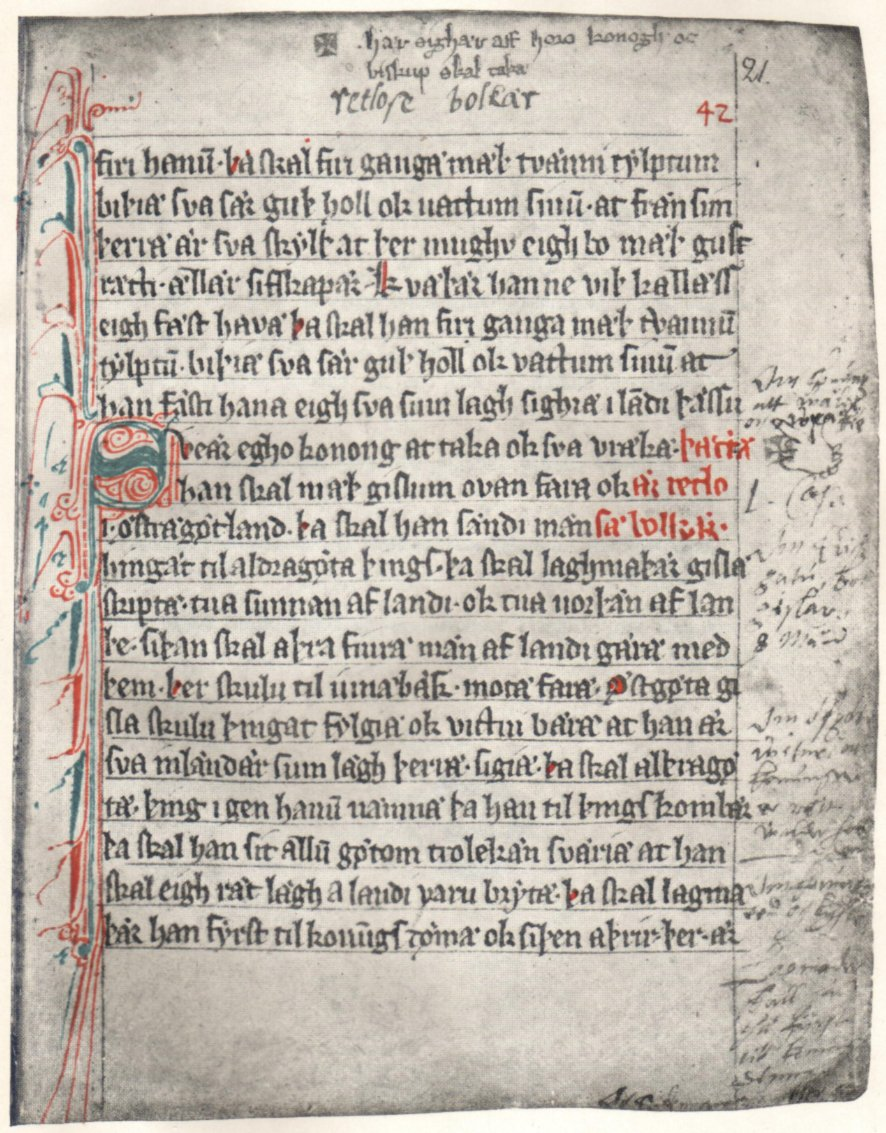
Page de la Loi Äldre Västgötalagen du XIIIe siècle

Västgötalagen ou Loi du Västergötland est le plus vieux recueil de loi suédois écrit en alphabet Latin  et le plus vieux de tous les recueils de lois provinciales de Suède.
Le  Västgötalagen  a été compilé au début du XIIIe siècle  et il est connu comme le Code des Lois utilisées dans la province de Västergötland  (Westrogothland) pendant la seconde moitié de ce siècle. Le plus ancien texte complet est daté de 1281 des fragments partiels d’un texte plus ancien daté de 1250  ont été conservés.
Ce code de loi existe dans deux versions :  L’ « Äldre Västgötalagen » et l’ « Yngre Västgötalagen »  (i.e respectivement l’« Ancienne et la Nouvelle Loi de  Westrogothie »).
La première édition imprimée du code  a été publiée par  Hans Samuel Collin et Carl Johan Schylter en 1827, et une nouvelle édition a été réalisée  par Gösta Holm en 1976.
Une liste des rois de Suède chrétiens contemporains est annexe à l'Äldre Västgötalagen, elle est l’œuvre d’un prêtre nommé  Laurentius de Vedum dans la commune actuelle de Vara vers 1325, Sa source est inconnue la liste commence  avec  le roi Olof Skötkonung et se termine avec  Johan Sverkersson.

## Source
- (en) Cet article est partiellement ou en totalité issu de l’article de Wikipédia en anglais intitulé « Västgötalagen » (voir la liste des auteurs), édition du 24 décembre 2010.